# Are You Experienced
Are You Experienced es el álbum debut de la banda angloamericana de rock Jimi Hendrix Experience, publicado en 1967 a través del sello discográfico Track Records. El LP fue un éxito comercial y de crítica y uno de los más exitosos discos debut de la historia del rock. Se basa en la innovadora forma de componer y tocar la guitarra eléctrica de Jimi Hendrix y supuso el comienzo de una nueva dirección en el rock psicodélico y el hard rock.  
Para mediados de 1966, Hendrix pertenecía a la escena R&B como guitarrista de apoyo. Chas Chandler, quien estaba a punto de dejar The Animals, se interesó en promocionar y dirigir las carreras de nuevos artistas y consiguió que Hendrix firmase un contrato con él y con el anterior mánager de The Animals Michael Jeffery y se lo llevó a Londres, donde comenzó a buscar miembros para una banda diseñada para alzar los talentos del guitarrista, llamada The Jimi Hendrix Experience. A finales de octubre, después de que Decca Records rechazara el proyecto, The Experience firmó con Track Records, un nuevo sello discográfico formado por los mánager de The Who Kit Lambert y Chris Stamp.
Are You Experienced y los sencillos que le precedieron se grabaron en cinco meses entre octubre de 1966 y abril de 1967. El disco se completó en dieciséis sesiones de grabación en tres estudios de Londres: De Lane Lea Studios, CBS y Olympic Studios. Se publicó el 12 de mayo de 1967 en el Reino Unido y permaneció 33 semanas en las listas de ventas del país, mientras que en Estados Unidos se publicó el 23 de agosto y llegó al puesto número cinco de la lista Billboard 200, donde permaneció 106 semanas, 27 de ellas entre el Top 40. También permaneció 70 semanas en la lista Billboard R&B donde llegó al puesto número 10. En la versión estadounidense del disco se incluyen los tres sencillos anteriores al lanzamiento del disco británico: «Purple Haze», «Hey Joe» y «The Wind Cries Mary».
En 2005, Rolling Stone posicionó Are You Experienced en el número 15 de su lista de los 500 mejores álbumes de todos los tiempos. También reconocieron a cuatro de sus canciones entre las 500 mejores canciones de todos los tiempos: «Purple Haze» (17), «Foxy Lady» (153), «Hey Joe» (201) y «The Wind Cries Mary» (379). Ese mismo año, el disco recibió el reconocimiento de la Biblioteca del Congreso de Estados Unidos por su gran significado cultural y se añadió al National Recording Registry. El escritor e historiador Rueben Jackson de la Smithsonian Institution escribió: «sigue siendo un punto de referencia, ya que transmite la tradición musical del rock, R&B y blues ... Alteró la sintaxis de la música ... comparable a la novela de James Joyce Ulysses».

## Historia

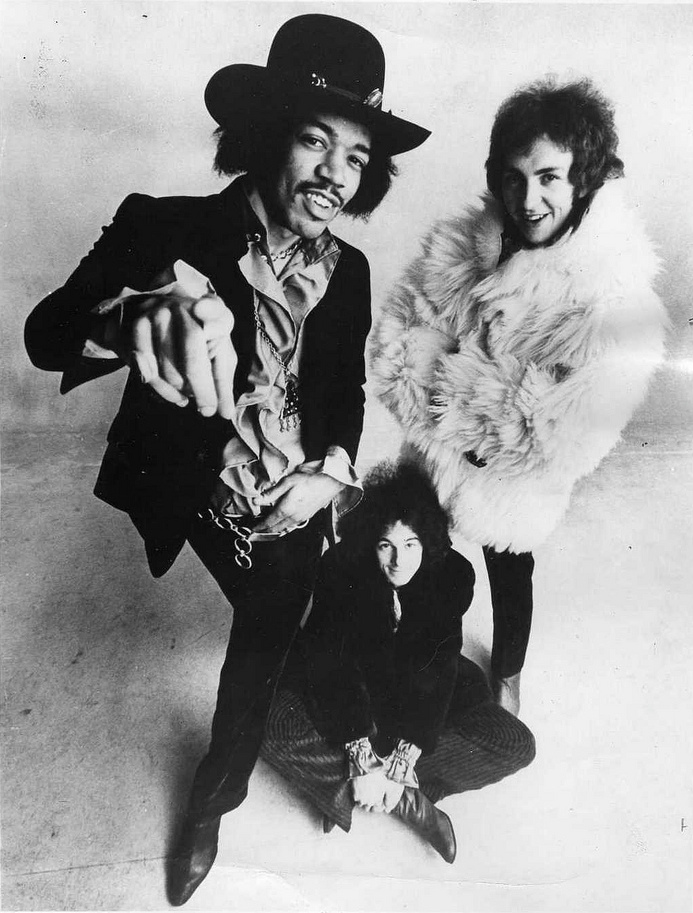
The Experience en 1968.

En mayo de 1966, Jimi Hendrix estaba intentando ganarse la vida tocando la guitarra en el circuito de R&B como músico de apoyo. Durante una actuación en una de las salas de conciertos de moda de Nueva York, Linda Keith, novia en aquel momento del guitarrista de The Rolling Stones Keith Richards, se fijó en él. Poco después, Hendrix se mudó a Greenwich Village y ocupó un puesto de residente en el Cafe Wha? con su propia banda, Jimmy James and the Blue Flames. Keith recomendó a Hendrix al mánager de The Stones Andrew Loog Oldham y al productor Seymour Stein. Ninguno de ellos vio el potencial musical de Hendrix, por lo que le presentó a Chas Chandler, quien estaba a punto de abandonar The Animals y estaba interesado en producir y dirigir a nuevos artistas. A Chandler le gustaba la canción de Billy Roberts «Hey Joe» y estaba convencido de que podía producir un sencillo de éxito con ella. Quedó impresionado con la versión que hacía en directo Hendrix de la canción y se lo llevó a Londres el 24 de septiembre de 1966, donde firmaron un contrato junto al anterior mánager de Animals Michael Jeffery.
Poco después de la llegada de Hendrix a Londres, Chandler comenzó a reclutar miembros para una banda que pudiese exaltar el talento del guitarrista, The Jimi Hendrix Experience. Hendrix conoció al guitarrista Noel Redding en una prueba para The New Animals y quedó impresionado por sus conocimientos de progresión armónica del blues. Chandler le pidió a Redding unirse a la banda de Hendrix como bajista y este aceptó. Chandler comenzó a buscar un batería y contrató a Mitch Mitchell gracias a un amigo en común. Mitchell, recién despedido de la banda Georgie Fame and the Blue Flames, formó parte de un ensayo junto a Redding y Hendrix y quedaron ligados gracias a su común interés en el rhythm and blues. Cuando Chandler telefoneó a Mitchell esa misma noche, este aceptó el puesto. A finales de octubre, después de un rechazo de Decca Records, The Experience firmó un contrato con Track Records, un sello nuevo formado por los mánagers de The Who, Kit Lambert y Chris Stamp.

## Grabación
Are You Experienced y los tres sencillos antes publicados se grabaron en cinco meses, desde finales de octubre de 1966 a principios de abril de 1967. El disco se completó en dieciséis sesiones de grabación repartidas en los tres estudios londinenses, De Lane Lea Studios, CBS y Olympic. Chandler reservó muchas sesiones en el Olympic debido a su buena acústica y a que estaba mejor equipado, a pesar de que seguían usando cuatro pistas en lugar del ya bastante extendido ocho pistas de Estados Unidos.
El presupuesto de Chandler era limitado, así que para abaratar costes Hendrix y él completaron mucha de la preproducción del disco en un apartamento que compartían. Desde el comienzo, Chandler, de manera intencionada, minimizó los aportes creativos de Mitchell y Redding. Llegó a explicar: «No estaba preocupado porque Mitch o Noel creyesen que no tenían suficiente voz o voto ... Había estado de gira y grabando con bandas durante años y he visto cómo todo acaba siendo un compromiso. Nadie acababa haciendo exactamente lo que quería, y no iba a permitir que eso pasase con Jimi». Cuando The Experience comenzó sus ensayos en el estudio, Hendrix ya tenía las secuencias y tempos de Mitchel, mientras que Chandler dirigía las partes de bajo de Redding.

### Primera etapa
Chandler y la banda encontraron tiempo para grabar entre sus actuaciones europeas. Comenzaron el 23 de octubre y grabaron «Hey Joe» en los estudios De Lane Lea con Chandler como productor y Dave Siddle como ingeniero. Como apoyo vocal contaron con la ayuda de The Breakaways. Poco después del comienzo de la sesión de grabación, Chandler le pidió a Hendrix que bajase el volumen del amplificador y comenzaron a discutir. Después, Chandler dijo: «Jimi pataleó porque no le dejaba tocar a ese volumen ... Estaba tocando a través de un Marshall Amplification doble y hacía tanto ruido en el estudio que recogíamos todo tipo de ruidos y traqueteos». Según Chandler, Hendrix amenazó con abandonar Inglaterra y dijo: «Si no puedo tocar todo lo alto que quiera, para el caso podría estar en Nueva York». Chandler, quien estaba en posesión de los papeles de inmigración y el pasaporte de Hendrix, los puso encima de la consola de mezclas y le dijo que «se fuese a la mierda». Hendrix se rio y dijo: «De acuerdo, te la creíste» y siguieron trabajando. Redding escribió en su diario que completaron dos canciones en la sesión del 23 de octubre, aunque nunca se ha sabido cuál fue la segunda. El escritor Sean Egan especuló que podía haber sido «Killing Floor» de Howlin' Wolf o «Land of a Thousand Dances» de Wilson Pickett. Chandler decidió que para la cara A del sencillo deberían de usar una canción original, así que Hendrix compuso al día siguiente «Stone Free». Para intentar minimizar los gastos de grabación, Chandler contrató horas de ensayo en el Aberbach House de Londres. Abandonó esta idea al ver que la banda sacaba canciones mientras calentaban en el estudio. El 2 de noviembre de 1966, The Experience volvieron a De Lane Lea para seguir trabajando en su primer sencillo. Durante la sesión grabaron «Stone Free» y la demo de «Can You See Me», siendo la primera vez que The Experience grabó una canción que finalmente se publicaría en la versión original británica del disco.
Chandler no estaba contento con la calidad de sonido de los estudios De Lane Lea, por lo cual aceptó el consejo de Kit Lambert y contrató los servicios de CBS Studios. El 13 de diciembre de 1966, después de un descanso de cinco semanas que aprovecharon para tocar en Europa, The Experience se reunieron en CBS. Con la ayuda del ingeniero Mike Ross grabaron la instrumentación y voces de «Foxy Lady» y la instrumentación básica de «Love or Confusion», «Can You See Me» y «Third Stone from the Sun». Ross recuerda el impacto que le supuso la pila de Marshalls de Hendrix: «Hacían tanto ruido que no podías estar en el estudio ... Nunca había oído nada similar en mi vida». Cuando Ross le preguntó a Hendrix que dónde quería poner el micro, este le contestó: «Tío, pon el micro a unos doce pies en el otro lado del estudio. Sonará genial». Ross aceptó y usó un micrófono Neumann U87 ubicado en la habitación, y según Ross eso «fue absolutamente vital para el poderoso sonido de The Experience». Ross comentó que el voz y voto de Mitchell y Redding era mínimo, mientras que aseguró que Chandler claramente era «el que estaba a cargo» de las sesiones de grabación. La banda tocó conjuntamente en el CBS; solamente se grabaron encima la voz y los coros. A pesar de que el presupuesto menguaba, Chandler aconsejó a la banda que hiciesen varias tomas de cada canción. Con una pista instrumental como base, evitaron la práctica común de la época de ensamblar varias pistas para hacer una pieza única. Después de la sesión de grabación del 13 de diciembre, debutaron en televisión en el programa británico Ready Steady Go!
El 15 de diciembre de 1966, se retocaron las cuatro partes instrumentales grabadas en la sesión anterior. Aunque a Chandler le gustó trabajar en CBS y la calidad final de las canciones grabadas allí, terminó con el estudio debido a una desavenencia entre él y el dueño de CBS Jake Levy por un tema económico. Chandler deseaba pagar a Levy después de la finalización del álbum, pero Levy quería el pago por adelantado. Chandler lo vio como una petición poco razonable y dijo que no volvería jamás a trabajar con el estudio. La quinta y última canción que grabaron allí fue «Red House». Debido a que aún no estaba muy extendido el sonido estereofónico, todas se grabaron en mono. Ross explicó que «en aquel entonces ... mono era el rey. Poníamos todo nuestro esfuerzo en la versión mono». Calcula que no tardaron más de treinta minutos en la mezcla de cada tema.
El primer sencillo de The Experience, con «Hey Joe» como cara A y «Stone Free» como cara B, se publicó el 16 de diciembre en el Reino Unido. Track Records aún no estaba operativa, por lo cual salió a la venta con el logo de su distribuidora, Polydor Records. Alcanzó el sexto puesto en la lista de ventas a comienzos de 1967. El 21 de diciembre de 1966, Chandler y la banda volvieron a De Lane Lea con Dave Siddle como ingeniero. Allí grabaron dos versiones alternativas de «Red House» y comenzaron a trabajar en «Remember». Ambas canciones se tuvieron que pulir en abril de 1967 en los estudios Olympic.

### Segunda etapa
Después de un parón de tres semanas para tocar algunos conciertos en el Reino Unido, incluyendo su aparición en el programa musical Top of the Pops el 29 de diciembre, The Experience volció al trabajo en De Lane Lea el 11 de enero de 1967. Mientras que «Hey Joe» estaba subiendo en las listas de venta del Reino Unido, comenzaron a trabajar en lo que sería su segundo sencillo, que incluía la segunda composición propia de Hendrix: «Purple Haze», como cara A. La canción contiene arreglos más complejos que las grabaciones anteriores de la banda y necesitó de cuatro horas de estudio para completarse, cosa que Chandler consideró una extravagancia. Esta sesión significó la primera vez que la banda y él experimentaban con efectos de guitarra. El ingeniero de sonido Roger Mayer le mostró a Hendrix, en diciembre de 1966, el pedal de efectos Octavia, que hacía que doblase una octava de nota y lo utilizaron por primera vez en el solo de guitarra de «Purple Haze». Cuando Track Records mando la cinta maestra de «Purple Haze» a Reprise para su remasterización, escribieron en el embalaje: «Distorsión deliberada. No corregir».
El 11 de enero de 1967, The Experience comenzó a trabajar en la cara A de su tercer sencillo «The Wind Cries Mary», una canción donde utilizaron por primera vez el overdubbing. Chandler explicó: «Había cinco overdubs de guitarra todas unidas para parecer el sonido de una sola». Redding y Mitchell ni siquiera habían oído antes la canción y se completó en una sola sesión de grabación. Chandler había decidido que debían descartar la versión grabada con anterioridad, el 13 de diciembre, de «Third Stone from the Sun» y regrabaron la canción. Completaron la gran mayoría, pero no llegaron a terminar el master. Después de siete tomas, también consiguieron una grabación en vivo de la pista «Fire». Después, comenzaron con la nueva composición de Hendrix «The Wind Cries Mary». Sin haber ensayado con anterioridad, grabaron la canción en una sola toma, a la cual Hendrix añadió varios overdubs de guitarra. Según Chandler tardaron unos 20 minutos en conseguir la melodía completa. Para entonces Redding y Mitchell, ya comenzaban a quejarse de su poco poder de decisión en la banda y Chandler lo explicó después diciendo que «[Ellos] discutían el hecho de no tener voz ni voto en las sesiones de grabación ... comenzaron a sugerir, pero ... No teníamos la necesidad de discutir diez minutos con Noel y cinco con Mitch ... Simplemente no nos podíamos permitir ese tiempo».
Entre el 12 de enero y el 2 de febrero, la banda dejó de grabar para hacer veinte actuaciones en el Reino Unido, entre las que se incluye su segunda actuación en Top of the Pops el 18 de enero. Chandler no estaba satisfecho con la calidad de sonido de las grabaciones del 11 de enero y estaba frustrado por el gran númeor de quejas recibidas por los vecinos de De Lane Lea. Explicó: «Había un banco justo encima del estudio ... y era justo la época en que se comenzaba a utilizar ordenadores ... tocábamos tan alto que les anulaba los ordenadores». Brian Jones y Bill Wyman de Rolling Stones le recomendaron a Chandler utilizar los estudios Olympic, en ese momento considerado el mejor estudio independiente de Londres. A pesar de las ventas de su primer sencillo, Chandler seguía teniendo problemas económicos, debido a que Polydor aún no había dado dinero a Track Records y Olympic pedía el pago por adelantado, por lo cual Chandler se puso en contacto con Polydor pidiendo ayuda, a lo que respondieron dándole una línea de crédito en los estudios Olympic.

#### Febrero
Habiendo solventado los problemas de presupuesto, Chandler contrató los servicios del Olympic, donde conoció al ingeniero de sonido Eddie Kramer el 3 de febrero de 1967. Durante la primera sesión de grabación con Kramer, este se desvió del método de grabación que habían utilizado en CBS y De Lane Lea, que era grabar el bajo y batería en monoaural en dos pistas. En lugar de esto, grabó la batería de Mitchell en dos pistas estéreo, dejando las otras dos pistas para el bajo de Reddinh y las partes de guitarra rítmica de Hendrix. Esta forma poco convencional de abordar la grabación se hizo, en gran medida, por las quejas de Hendrix sobre las limitaciones de las grabaciones en cuatro pistas, pudiendo así capturar el sonido en vivo de la banda usando todas las cuatro pistas disponibles. Kramer y Chandler usaron el método de reducción de pistas para pasar las cuatro pistas a únicamente dos y así tener dos pistas disponibles para los overdubs de la guitarra principal y la voz. Este método satisfacía tanto el perfeccionismo de Hendrix como el deseo de Chandler de reducir el número de tomas necesarias para la pista rítmica y minimizar los costes. Otro de los cambios instaurados por Kramer fue usar una mezcla de micrófonos cerca y lejos al grabar las partes de guitarra de Hendrix, mientras que en las grabaciones anteriores los micros se habían colocado a unos tres metros y medio de los amplificadores. Además de las elecciones normales, Kramer usó un micrófono de cinta Beyer M1 60, que no se solía utilizar para grabar música con tanto volumen.
Durante de la sesión en el Olympic el 3 de febrero de 1967, The Experience mejoró la cinta maestra de «Purple Haze» del 11 de enero y volvieron a grabar las partes de guitarra principal y la voz y añadió un overdub con el efecto Octavia, que después de aceleró y se le hizo panning al final de la canción. El grupo volvió a los estudios Olympic el 7 de febrero y continuaron trabajando en «Purple Haze», grabando la parte rítmica y la voz de Hendrix y los coros de Redding. Estuvieron overdubbing sonidos de ambiente. Ponían cintas de casete a través de unos auriculares que alzaron al lado de un micrófono para crear un efecto de eco, a medida que los iban acercando o alejando. Al día siguiente terminaron la mezcla final de la canción. Durante la sesión, trabajaron en la cinta maestra de De Lane Lea de «Fire», sustituyendo todo menos la línea de bajo de Redding, que duplicaron para acentuar las frecuencias más bajas de la grabación. Kramer puso la segunda línea de bajo en una pista por sí sola y la mezcló con la línea original junto a la nueva parte de batería grabada por Mitchell. También grabaron los coros de Mitchell y Redding. El 8 de febrero también trabajaron en «Foxy Lady», donde Redding grabó una nueva línea de bajo y Hendrix y Mitchell añadieron overdubs a sus partes. Después grabaron los coros de Reddin y la voz principal de Hendrix y acabaron la mezcla.
A Hendrix le faltaba confianza como cantante y no le gustaba que le viesen mientras cantaba, por lo que pidió que los ingenieros de Olympic construyesen una barrera entre él y la sala de control. Esto creó problemas cuando no había mucha luz en el estudio, ya que los ingenieros no le veían bien y era difícil comunicarse. Al igual que ocurría en De Lane Lea, la afición de Hendrix a usar varios amplificadores a todo volumen atrajo críticas y quejas del vecindario. El trabajador de Olympic George Chkiantz comentó: «A veces, estaba tan alto que apagábamos los monitores de la sala de control y casi no había diferencia». Chkiantz dijo que no todos reaccionaban bien a la música de Hendrix: «Creo recordar que muchos músicos, mucha gente, decía que no entendían todo el revuelo o que no sabían cómo podían escuchar tanto ruido y que les daría miedo trabajar con él. Chandler creía que tenía algo. No todo el mundo pensaba que tuviese razón». Otro de los motivos que complicaban las sesiones de grabación era el gran número de seguidoras que aparecían en el estudio para ver a la banda tocar. Como norma, Hendrix solía decirle a la gente dónde iban a estar cada día, lo cual hacía que siempre hubiese mucha gente siguiéndole en cada momento. Los empleados de Olympic tenían que contenerles para que no afectasen a las grabaciones. Chkiantz comentó: «Fue increíble. Trabajé con The Rolling Stones. Trabajé con The Beatles. Trabajé con Led Zeppelin. Nunca estuve tan nervioso; nunca fue tan difícil como con Hendrix. Era como jornadas de puertas abiertas. Hendrix no era difícil, pero personalmente hubiese preferido no tener a un montón de chicas acechando».
El 20 de febrero de 1967, The Experience retomó su trabajo con Are You Experienced, pero debido a problemas de calendario con Olympic, Chandler tuvo que contratar los servicios de De Lane Lea. En esta sesión grabaron «I Don't Live Today», que incluye un efecto de wah wah manual, que fue el predecesor del pedal. Completaron la cinta maestra ese mismo día, aunque Hendrix finalmente volvió a grabar la voz principal en Olympic.

#### Marzo y abril
The Experience estuvo una semana sin grabar e hizo algunos conciertos en el Reino Unido para volver a De Lane Lea el 1 de marzo de 1967 y comenzar a grabar una versión de «Like a Rolling Stone» de Bob Dylan. A pesar de que la canción formaba parte de su repertorio en directo, nunca completaron la grabación, debido en gran medida a la incapacidad de Mitchell de mantener el tempo.
El 1 de marzo, se publicó el segundo sencillo de la banda «Purple Haze»/«51st Anniversary» y entró en el puesto número veintitrés de la lista de ventas británica, donde llegó al puesto número tres más adelante. En ese mes, volvieron a dejar las grabaciones para tocar en Bélgica, Alemania y Reino Unido, además de presentarse en el programa televisivo británico Dee Time y el programa de radio de BBC Radio Saturday Club. Nuevamente debido a problemas de calendario con Olympic, Chandler tuvo que alquilar el estudio De Lane Lea el 29 de marzo. En esta ocasión la banda trabajó en una nueva composición de Hendrix, «Manic Depression», y terminaron una mezcla incompleta, que después de desechó en favor de una remezcla hecha en el Olympic. El 3 de abril volvieron a Olympic, añadieron overdub y terminaron las mezclas de varios masters incompletos. A lo largo de la sesión de ocho horas, grabaron tres canciones, entre ellas «Highway Chile», «May This Be Love» y «Are You Experienced?». Debido a que en la canción que da título al disco se usa el sistema backmasking para la guitarra rítmica, el bajo y la batería, a Mitchell le resultaba confuso replicarlo en directo. Chandler completó las mezclas de «I Don't Live Today», «Are You Experienced?» y «May This Be Love» ese mismo día en una sesión que Kramer describió como «muy organizada».
Para conseguir espacio libre para la voz de Hendrix, siguieron reduciendo la mezcla de «Are You Experienced?» en una sesión el 4 de abril de 1967 en Olympic. Con la canción completada, se centraron en la demo de «Third Stone from the Sun» grabada el 11 de enero. Chandler decidió descartar la cinta original de De Lane Lea y grabarlo todo de nuevo. Durante esta sesión, Kramer redujo la mezcla de «Highway Chile», dejando dos pistas para los overdubs de voz y guitarra principal. A pesar de que se completaron versiones estéreo y mono para la canción, Chandler prefirió  la versión monoaural y la escogió para ser la cara B de «The Wind Cries Mary», que se iba a publicar en breve como tercer sencillo. Se preparó la mezcla de «Love or Confusion» y Hendrix aprovechó las pistas libres para añadir voz y guitarra principal. Antes de terminar el día acabaron la mezcla final del tema. El 5 de abril, Chandler participó en la masterización de «Highway Chile» y «The Wind Cries Mary» en los estudios Rye Muse, para que Track Records pudiese comenzar a producir los vinilos. El día 10, la banda volvió a Olympic y pasó la mayor parte de la sesión editando diálogos para «Third Stone from the Sun», que después ralentizaron y añadieron a la canción. Kramer centró sus esfuerzos en la mezcla: «La canción era como una acuarela ... cada pista estaba compuesta de cuatro imágenes bastante densas».
Después de la sesión de grabación del día 10, el grupo pasó dos semanas haciendo conciertos y promocionando el disco en el Reino Unido y aparecieron en los programas de televisión Monday Monday y Late Night Line-Up de la BBC2. Chandler, Hendrix y Kramer completaron la mezcla final de Are You Experienced en Olympic a las 3 de la madrugada del 25 de abril. Chandler iba a entregar el LP al A&R de Polydor, Horst Schmaltze, a las once de la mañana. Chandler comentó: «En el momento que Horst comenzó a poner la aguja en el vinilo, me entró un sudor frío, pensando ... cuando lo oiga va a mandar a los hombre de bata blanca que me lleven ... Horst escuchó la primera cara sin decir una palabra. Después le dio la vuelta al disco y comenzó a reproducirlo. Estaba pensando a ver cómo iba a salir de aquella. Al finalizar el segundo lado del disco, se quedó allí sentado. Finalmente, dijo: 'Esto es genial. Es lo mejor que he escuchado jamás'».

## Música y letras
Según el biógrafo de Hendrix Harry Shapiro, la música de Are You Experienced mezcla diversidad de géneros musicales desde el rhythm and blues al free jazz. El autor Peter Doggett también habla de su «gran variedad de estilos», mientras que el periodista Chris Welch comentó que «cada canción tiene distintas personalidades». El musicólogo Gilbert Chase afirmó que el álbum «marcó un punto álgido del hard rock». El crítico Jim DeRogatis definió el LP y los sencillos anteriores como «crudas, focalizadas en el rock psicodélico». En una reseña de la época, publicada en Newsweek en octubre de 1967, identificaron la influencia de la música soul en la banda y en el disco. En 1989, la revista Hit Parader lo puso en el puesto número 35 de su lista de los cien mejores discos de heavy metal. En 2006, el escritor e historiador Rueben Jackson de la Smithsonian Institution escribió: «Sigue siendo un punto de referencia, ya que transmite la tradición musical del rock, R&B y blues ... Alteró la sintaxis de la música ... comparable a la novela de James Joyce Ulysses».
En la edición británica de Are You Experienced se pueden encontrar dos canciones que Hendrix ya había tocado en Estados Unidos antes de la formación de The Experience: la canción de blues «Red House» y la de rhythm and blues «Remember». La canción que da título al disco, de marcado significado psicodélico y que el escritor Sean Egan describió como impresionista, tiene panoramas sónicos posmodernos de guitarra y batería que se adelantan al scratching en diez años. El musicólogo Ritchie Unterberger considera que las letras de «I Don't Live Today» están más cerca del rock gótico que de la psicodelia. Sin embargo, describe la música y voz como entusiastas y opina que esto no deja ver lo oscuro de las letras. Los ritmos tribales de la canción sirven como plataforma para las innovadoras improvisaciones de feedback de Hendrix. Mientras que «Fire» es un híbrido de funk y soul empujado por la batería de Mitchell, «May This Be Love» y «The Wind Cries Mary» son suaves baladas que demuestran la habilidad de Hendrix para hacer letras meditadas y melodías sutiles. La influencia del raga rock se escucha en el solo de guitarra parecido al sitar en «Love or Confusion». «Can You See Me» es una canción rock de ritmo enérgico con la voz de Hendrix grabada en dos pistas y donde toca en un estilo parecido a Hank Marvin. Aunque «Hey Joe» es una canción folk y la única versión que aparece en el disco, se convirtió en una de las más famosas de Hendrix.
La edición británica de Are You Experienced comienza con «Foxy Lady», una canción que, a excepción de un par de overdubs, se grabó casi íntegramente en una sesión en CBS. Hendrix escribió la letra pensando en Heather Taylor, quien después se casó con el cantante de The Who Roger Daltrey. Comienza con un fade in de fa de Hendrix con una técnica de bending hacia fa sostenido con una generosa dosis de vibrato. Usando la perilla de la guitarra, va incrementando el volumen hasta que se desarrolla un loop de feedback que con un slide de guitarra entra en el acorde dominante de la canción, fa sostenido menor. Hendrix usó una combinación natural de distorsión  para crear el tono de guitarra Para el solo de guitarra tipo blues usó la escala pentatónica, mientras exhibía su innovadora forma de abordar la melodía, explotando el sustain creado por los amplificadores y entrando con su fluido registro de voz entre medio y alto. Mientras que el escritor Peter Doggett lo compara con el Memphis soul, David Stubbs describe la pista como heavy metal parecido al de bandas como Black Sabbath.
A pesar de que las letras de «Purple Haze», tema de apertura de la versión estadounidense de Are You Experienced, a veces se han malinterpretado diciendo que describen una experiencia psicodélica, Hendrix explicó que «trataba de un sueño que tuve en el cual andaba bajo el mar». Especuló que el sueño pudo inspirarse en una historia de ciencia ficción que trataba sobre un rayo mortal de color púrpura. Redding dijo que Hendrix aún no había consumido LSD en el momento de componer la canción, sino que esto ocurrió por primera vez después de un concierto en Londres del 26 de diciembre de 1966. El primer borrador de las letras era muy extenso, por lo que Chandler y Hendrix redujeron la extensión a una más adecuada para una canción pop mainstream. Comienza con una armonía guitarra/bajo en el intervalo de un tritono conocido como el diabolus in musica en la época de la inquisición española. La Iglesia católica prohibió a los compositores de música medieval de la época usar el tritono, porque como explicó el musicólogo Dave Whitehill: «tocarlo era como llamar a la puerta de Satán». En opinión del autor Ritchie Unterberger, el riff inicial «se ha convertido en parte del vocabulario permanente del rock». Mientras que Rolling Stone describió la canción como el comienzo de la psicodelia de finales de los años 60, los autores Harry Shapiro y Caesar Glebbeek hablaron del uso de los elementos de R&B, funk y soul usados por Hendrix. En 1967, Hendrix le comentó a Keith Altham que «Third Stone from the Sun» trataba sobre un extraterrestre que, después de evaluar a la especie humana, decide que la gente no está preparada para llevar la tierra, por lo que destruye la civilización y entrega el planeta a los pollos. La canción consta de dos secciones muy diferenciadas: una de ellas tiene una melodía de jazz estilo Wes Montgomery con un tempo de rock directo, mientras que la otra exhibe un Hendrix en un estilo libre de modo mixolidio con un ritmo de jazz. No es una canción cantada, sino que usa un estilo spoken word a ritmo lento para invocar imágenes de un viaje espacial interestelar. Además de los elementos de jazz, Unterberger encuentra el uso de música surf reminiscentes de sus anteriores trabajos con The Ventures, banda del Pacific Northwest que Hendrix escuchaba de joven.
Hendrix describió «Manic Depression» como «música de los tiempos feos». Durante una actuación en directo explicó el significado de las letras: «Es una historia de un tipo que deseaba amar la música en lugar de la misma vieja de todos los días». Lo inusual de la canción es que está compuesta en triple métrica, normalmente asociada al vals. Aunque es una canción rock, la batería de Mitchell recuerda a los fluidos patrones de jazz de Elvin Jones. El musicólogo Andy Aledort dijo que «el dramático uso de cromatismo» de Hendrix en los compases iniciales de la canción y su «fuerte vibrato» presagiaban lo que él llamó uno de los mejores solos de guitarra de la historia de Hendrix.
«The Wind Cries Mary» es la primera balada de la agrupación. Hendrix escribió las letras después de una discusión con su novia, Kathy Etchingham, cuyo segundo nombre es Mary. Ella después explicó: «Rompí platos contra el suelo, y él los barrió. Me encerró en el baño por un largo tiempo y ... finalmente la novia de Chas, Lotta, me dejó salir ... Salí corriendo a coger un taxi y me quedé allí bajo las luces del tráfico. Llevaba el pelo y el vestido rojos. Volví cuando me había calmado y él ya la había compuesto». En la canción hay una progresión de acordes inspirada en Curtis Mayfield y las letras reflejan la admiración de Hendrix por Bob Dylan. «Stone Free» expresa el deseo de mantener su libertad personal y su objeción por los conceptos de conformidad y relaciones de larga duración. También usó esta temática para «51st Anniversary» y «Highway Chile». «Red House», que se omitió en la versión estadounidense, no se publicó oficialmente en ese país hasta que apareció en el grandes éxitos Smash Hits de 1969. Lo inusual es que no tiene línea de bajo y Redding, en su lugar, toca la guitarra rítmica con una ecualización parecida a la de los tonos de bajo. Este es el único twelve-bar blues de Hendrix.

## Recepción y legado
Los críticos musicales, en general, coinciden al afirmar que Are You Experienced es uno de los álbumes debut más significativos de la historia del rock and roll. Fue un gran éxito comercial y a los siete meses de su publicación ya había vendido un millón de copias. Melody Maker elogió la integridad artística y su variado uso del tempo. El periodista musical de NME Keith Altham dijo que fue «un esfuerzo valiente de Hendrix para producir algo original y excitante». Sin embargo, no todas las críticas contemporáneas fueron tan positivas. En noviembre de 1967, Jon Landau de Rolling Stone escribió que aunque consideraba a Hendrix como «un gran guitarrista y gran arreglista», no favorecía su forma de cantar ni las letras. Además, criticó la calidad del material y describió las letras como descabelladas: «Este disco es, por encima de todo, violento y, a nivel lírico, violento sin arte».
El periodista Ritchie Unterberger describió Are You Experienced como «uno de los discos definitivos de la era de la psicodelia». En opinión del escritor Chris Smith, el lanzamiento significó «un punto de referencia en un verano lleno de discos relevantes». Noe Goldwasser, editor y fundador de Guitar World, dijo que era «el verdadero libro de texto de lo que un músico puede hacer con su instrumento» y «la unidad de medida en que el rock and roll se basa». Según el crítico musical Charles Shaar Murray el álbum «cambió la idea de cómo puede sonar una guitarra, e incluso, de cómo puede sonar la música», mientras que The Miami Herald le dio crédito diciendo que comenzó el acid rock, el rock clásico y la estética guitarrera del heavy metal. En su reseña para la revista Blender, el crítico Robert Christgau lo denominó «debut bombazo» y dijo que sus canciones eran innovadoras por utilizar estructuras de tres minutos de pop como medio para los hooks de guitarra duros y turbulentos de Hendrix, cosa que llamó mucho la atención de los jóvenes del momento.
La revista Mojo ubicó Are You Experienced como el mejor álbum de guitarra de todos los tiempos. Rolling Stone dijo que fue «un debut que marcó una época», lo incluyó en el puesto número 15 de su lista de los 500 mejores álbumes de todos los tiempos y destacó su «explotación del rugido de amplificadores». Denominó su forma característica de tocar como «incendiaria ... histórica en sí misma». Lo incluyó en el tercer puesto de los mejores álbumes debut de la historia diciendo que el LP «estableció los comienzos de la psicodelia» y que «todo lo que entendemos hoy en día como un guitarrista pionero y único como artista viene de este disco». También reconocieron a cuatro de sus canciones entre las 500 mejores canciones de todos los tiempos: «Purple Haze» (17), «Foxy Lady» (153), «Hey Joe» (201) y «The Wind Cries Mary» (379). En 2005, Are You Experienced recibió el reconocimiento de la Biblioteca del Congreso de Estados Unidos por su gran significado cultural y se añadió al National Recording Registry, que recoge anualmente discos «significativos a nivel cultural, histórico o estético».

## Ediciones

### Europa
El tercer sencillo de The Experience, «The Wind Cries Mary» con «Highway Chile» como cara B, se publicó en el Reino Unido el 5 de mayo de 1967, a la vez que «Purple Haze» estaba en el puesto número tres de la lista de ventas. La decisión de publicar el sencillo mientras el anterior aún estaba en las listas de venta no era habitual, al igual que la misma elección de la canción, tan distinta a la anterior. Stamp comentó: «Lo hicimos a propósito ... Queríamos mostrar qué tipo de persona era a nivel musical». Egan escribió: «Puso en conocimiento de la gente que el conocido como Wild Man of Borneo también era capaz de hacer canciones con delicadeza y sensibilidad». En mayo, «The Wind Cries Mary» alcanzó la posición número seis de las listas de venta británicas.
Track Records publicó Are You Experienced en el Reino Unido el 12 de mayo de 1967. Entró en las listas de venta el 27 de mayo y permaneció 33 semanas en listas, llegando a la segunda posición como puesto máximo. Permaneció en las listas lo suficiente para coincidir con el lanzamiento del segundo disco de la banda, Axis: Bold as Love. En el Reino Unido se puso a la venta sin los tres sencillos que ya se habían publicado y no llegó al primer puesto de la lista de ventas por coincidir en el tiempo con Sgt. Pepper's Lonely Hearts Club Band de The Beatles.

### Estados Unidos
El 1 de mayo de 1967, a pesar de que en Europa eran conocidos, el primer sencillo de The Experience, «Hey Joe», no llegó a entrar en el Billboard Hot 100. La suerte de la banda mejoró cuando Paul McCartney les recomendó a los organizadores del Monterey Pop Festival. Insistió en que el evento estaría incompleto sin Hendrix, de quien dijo que «un hacha a la guitarra», e incluso llegó a acordar ser parte de los organizadores con la condición de que The Experience tocasen en el festival. En el momento más álgido del festival, grabado por D. A. Pennebaker para el documental Monterey Pop, Hendrix quemó y estampó su guitarra para dar más efecto dramático. Después de este concierto, Reprise Records accedió a distribuir Are You Experienced. Sin embargo, a pesar de la aceptación del público después de Monterey, el segundo sencillo de la banda, «Purple Haze»/«The Wind Cries Mary», publicado el 16 de agosto de 1967 en Estados Unidos, solamente llegó al puesto 65 de la lista Billboard Hot 100.
A pesar de que el sencillo no llegó muy alto en las listas, su presencia en las emisoras de radio underground ayudó a alzar las ventas. Reprise puso 20 000 dólares para promocionar el disco, cifra muy alta para un artista novato. Reprise publicó el disco en Estados Unidos el 23 de agosto y alcanzó el quinto puesto de la lista Billboard 200. El disco siguió en las listas de venta 106 semanas , entre los cuales 27 estuvo en el Top 40. La edición estadounidense de Are You Experienced salió a la venta con una porta creada por Karl Ferris y un track list distinto, ya que omitieron «Red House», «Remember» y «Can You See Me», para incluir las caras A de sus primeros sencillos británicos: «Hey Joe», «Purple Haze» y «The Wind Cries Mary».

## Portada
Chris Stamp diseñó la portada de la versión británica de Are You Experienced, que muestra una imagen de Hendrix, Mitchell y Redding sacada de una fotografía de Bruce Fleming. En la misma, Hendrix lleva puesta una capa larga y oscura y detrás de él están Mitchell y Redding «posando de manera draculesca», según describió Egan. Chandler contrató a Fleming debido a su anterior trabajo con The Hollies, The Dave Clark Five y The Animals. La sesión de fotos se hizo en febrero después de que Fleming asistiera a varias sesiones de grabación y varios conciertos de la banda. Chandler quería que las caras de los miembros de la banda se viesen bien en la foto. Fleming explicó: «Las portadas de disco se estaban volviendo cada vez más esotéricas, pero para ayudar a establecer a los artistas teníamos que mostrar bien las caras para que los jóvenes los reconocieran». Sacó fotografías de la banda en color y monocromáticas, de las que Track récords escogió una en color. Fleming marcó con una cruz la que quería que se usase, aunque después se percató de que habían usado otra. Según dijo, la que él escogió era «más siniestra, más interesante». Stamp contrató al artista gráfico Alan Aldridge para diseñar el tipo de letra psicodélica. Track, por alguna inexplicable razón, solo puso en la portada el título del disco, omitiendo el nombre de la banda, mientras que Polydor lo publicó en el resto de Europa con el nombre de Hendrix con el mismo tipo de fuente. La combinación de verde apagado y tonos marrones, yuxtapuestos con la naturaleza jocosa de las poses, creó una impresión visual bastante floja. Stamp comentó: «No es una gran portada. Con suerte, arreglamos eso con las portadas posteriores».
A Hendrix no le gustaba la portada británica de Are You Experienced, por lo que se hicieron arreglos para hacer una sesión de fotos con el diseñador gráfico Karl Ferris. Hendrix quería «algo psicodélico», por lo que llamó a Ferris porque le gustaba mucho el trabajo que había realizado en el álbum de 1967 de The Hollies Evolution. En una reunión con la banda, Ferris le dijo a Hendrix que quería escuchar más de su música para encontrar inspiración. Así fue como le permitieron asistir a varias sesiones de grabación de su segundo disco, Axis: Bold as Love. Ferris se llevó a su casa cintas de estas sesiones, que escuchó atentamente junto a Are You Experienced. Su primera impresión de la música fue que «era tan extraordinario que parecía proveniente del espacio exterior», cosa que le inspiró a crear un backstory sobre «una banda viajando a través del espacio para traer su música a la Tierra». Teniendo este concepto en mente, hizo fotografías en color de la banda en el jardín botánico de Kew Gardens en Londres, usando un objetivo ojo de pez, muy popular en aquellos tiempos entre el movimiento mod. Ferris usó lo que Egan ha descrito como «una técnica de infrarrojos de su propia invención que combinaba inversión de color con calor». Ferris era un famoso fotógrafo de moda y su interés en los detalles lo llevó incluso a escoger el vestuario de la banda. Después de ver a Hendrix con el pelo peinado hacia atrás, pidió que para la sesión fotográfico lo llevase igual. La novia de Hendrix, Kathy Etchingham, le cortó el pelo para ayudar a la simetría, formando así un peinado afro que se convirtió en la base de la imagen de The Experience. A Redding y Mitchell les gustó el peinado de Hendrix, por lo que contrataron a un peluquero para hacerles uno similar. La vestimenta para Redding y Mitchell la adquirieron en tiendas de King's Road, mientras que Hendrix utilizó ropa de su propio armario, entre ella la chaqueta psicodélica con un par de ojos en el frontal, regalo de un seguidor. Luego de eso, The Experience viajó hasta Kew Gardens. Para enfocarse en las manos de Hendrix, Ferris tomó las fotos desde un ángulo bajo. Poco después de legar a los jardines se fue el sol, así que volvieron al día siguiente para terminar la sesión, lo que resultó innecesario, ya que la imagen escogida fue la primera que habían tomado el día anterior. Ferris escogió el fondo amarillo y el tipo de fuente surrealista y pidió que la portada fuese solapada y con textura, cosa que Reprise le negó debido a los costes.

## Lista de canciones
Desde la publicación de Are You Experienced en 1967, ha habido seis ediciones en las que cambia de algún modo la lista de canciones. En la edición en CD de 1997 tanto europeo como estadounidense hay 17 pistas e incluye todas las canciones de la edición original británica, todas las de la edición estadounidense y los tres primeros sencillos de la banda (Stone Free, 51st Anniversary y Highway Chile).

### Edición original RU/Internacional
Todas las canciones escritas y compuestas por Jimi Hendrix. 
| cara A |                      |          |  |
| N.º    | Título               | Duración |  |
| 1.     | «Foxy Lady»          | 3:22     |  |
| 2.     | «Manic Depression»   | 3:46     |  |
| 3.     | «Red House»          | 3:44     |  |
| 4.     | «Can You See Me»     | 2:35     |  |
| 5.     | «Love or Confusion»  | 3:17     |  |
| 6.     | «I Don't Live Today» | 3:58     |  |

| cara B |                            |          |  |
| N.º    | Título                     | Duración |  |
| 1.     | «May This Be Love»         | 3:14     |  |
| 2.     | «Fire»                     | 2:47     |  |
| 3.     | «Third Stone from the Sun» | 6:50     |  |
| 4.     | «Remember»                 | 2:53     |  |
| 5.     | «Are You Experienced?»     | 4:17     |  |

### Edición original de Estados Unidos
Todas las canciones escritas y compuestas por Jimi Hendrix except where noted. 
| Cara A |                           |          |  |
| N.º    | Título                    | Duración |  |
| 1.     | «Purple Haze»             | 2:46     |  |
| 2.     | «Manic Depression»        | 3:46     |  |
| 3.     | «Hey Joe» (Billy Roberts) | 3:23     |  |
| 4.     | «Love or Confusion»       | 3:15     |  |
| 5.     | «May This Be Love»        | 3:14     |  |
| 6.     | «I Don't Live Today»      | 3:55     |  |

| Cara B |                            |          |  |
| N.º    | Título                     | Duración |  |
| 7.     | «The Wind Cries Mary»      | 3:21     |  |
| 8.     | «Fire»                     | 2:34     |  |
| 9.     | «Third Stone from the Sun» | 6:40     |  |
| 10.    | «Foxy Lady»                | 3:15     |  |
| 11.    | «Are You Experienced?»     | 3:55     |  |

| Bonus tracks de las ediciones Deluxe |                    |          |  |
| N.º                                  | Título             | Duración |  |
| 1.                                   | «Stone Free»       | 3:35     |  |
| 2.                                   | «51st Anniversary» | 3:15     |  |
| 3.                                   | «Highway Chile»    | 3:32     |  |

## Personal

### The Jimi Hendrix Experience
- Jimi Hendrix: guitarra, voz y piano
- Noel Redding: bajo y coros en «Foxy Lady», «Fire» y «Purple Haze»
- Mitch Mitchell: batería en «I Don't Live Today» y «Stone Free»

### Personal adicional
- The Breakaways — coros en «Hey Joe»
- Chas Chandler: productor
- Dave Siddle — ingeniero de sonido en «Manic Depression», «Can You See Me», «Love or Confusion», «I Don't Live Today», «Fire», «Remember», «Hey Joe», «Stone Free», «Purple Haze», «51st Anniversary» y «The Wind Cries Mary»
- Eddie Kramer — ingeniero de sonido en «The Wind Cries Mary», «Are You Experienced?» y «Red House»; ingeniero adicional en «Love or Confusion», «Fire», «Third Stone from the Sun» y «Highway Chile»
- Mike Ross — ingeniero de sonido en «Foxy Lady», «Red House» y «Third Stone from the Sun»